# اسپرینگ‌فیلد (میشیگان)
اسپرینگ‌فیلد، میشیگان (به انگلیسی: Springfield, Michigan) یک شهر در ایالات متحده آمریکا با جمعیت ۵٬۲۶۰ نفر است که در میشیگان واقع شده‌است.

## موقعیت جغرافیایی
موقعیت جغرافیایی شهرها و مناطق اطراف به شرح زیر است: